# Kieran Ault-Connell
Kieran John Ault-Connell (Melbourne, 30 luglio 1981) è un atleta paralimpico australiano.

## Biografia
Ault-Connell è nato a Melbourne nel 1981 con una paralisi cerebrale. Ha esordito al suo primo grande evento ai Campionati mondiali paralimpici a Birmingham nel 1998, dove ha vinto due medaglie di bronzo nel salto in lungo e nel lancio del giavellotto. In occasione dei Giochi paralimpici di Sydney 2000, ha vinto due ori nelle staffette 4×100 metri e 4×400 metri, grazie ai quali ha ricevuto la medaglia dell'Ordine dell'Australia. Ai Giochi paralimpici di Atene 2004, ha vinto l'argento nel lancio del giavellotto.
È sposato con l'atleta paralimpica Eliza Stankovic con la quale ha due figlie e un figlio.

## Palmarès
| Anno | Manifestazione       | Sede       | Evento                     | Risultato | Prestazione | Note |
| ---- | -------------------- | ---------- | -------------------------- | --------- | ----------- | ---- |
| 1998 | Mondiali paralimpici | Birmingham | Salto in lungo T37         | Bronzo    | 5,15 m      |      |
| 1998 | Mondiali paralimpici | Birmingham | Lancio del giavellotto T37 | Bronzo    | 38,98 m     |      |
| 2000 | Giochi paralimpici   | Sydney     | 4×100 m T38                | Oro       | 48"24       |      |
| 2000 | Giochi paralimpici   | Sydney     | 4×400 m T38                | Oro       | 3'48"46     |      |
| 2004 | Giochi paralimpici   | Atene      | Lancio del giavellotto F37 | Argento   | 45,77 m     |      |